# Just Blaze
Just Blaze, nome d'arte di Justin Smith (Paterson, 14 gennaio 1978), è un produttore discografico statunitense.

## Biografia
Nel corso della sua carriera ha collaborato con Jay-Z (negli album The Blueprint, The Blueprint 2 e The Black Album), T.I., Kanye West, Busta Rhymes, Eminem,  Cam'ron, Snoop Dogg, Mario, DMX, Shaggy, Fabolous e Bow Wow. È inoltre amministratore delegato dell'etichetta discografica Fort Knocks Entertainment, fondata nel 2004 come distaccamento della Atlantic Records.
I brani musicali prodotti da Just Blaze sono riconoscibili dal campionamento di una voce maschile che urla "Just blaaaaze!" all'inizio del brano.
Ha inoltre prodotto diversi brani per colonne sonore di videogiochi come Tiger Woods PGA Tour, NBA Ballers: Chosen One e NBA Street Vol.2.